# Copa dos Campeões Europeus da FIBA de 1978–79
A Copa dos Campeões Europeus da FIBA de 1978–79 foi a 22ª edição da principal competição europeia de clubes profissionais da Europa conhecida hoje como Euroliga. A final foi sediada no Palais des Sports em Grenoble na França em 5 de abril de 1979. Na ocasião o Bosna Sarajevo conquistou seu primeiro título europeu vencendo na final a equipe do Mobilgirgi Varèse por 96–93. 

## Temporada regular
|    | Equipe         | J | Pts | V | D | PF  | PA  | PD   |
| -- | -------------- | - | --- | - | - | --- | --- | ---- |
| 1. | Real Madrid    | 6 | 12  | 6 | 0 | 683 | 443 | +240 |
| 2. | Honvéd         | 6 | 10  | 4 | 2 | 586 | 576 | +10  |
| 3. | Klosterneuburg | 6 | 7   | 1 | 5 | 476 | 531 | -55  |
| 4. | Al-Zamalek     | 6 | 7   | 1 | 5 | 446 | 641 | -195 |

|    | Equipe         | J | Pts | V | D | PF  | PA  | PD   |
| -- | -------------- | - | --- | - | - | --- | --- | ---- |
| 1. | Emerson Varese | 4 | 8   | 4 | 0 | 455 | 303 | +152 |
| 2. | Amicale        | 4 | 6   | 2 | 2 | 325 | 407 | -82  |
| 3. | Sporting       | 4 | 4   | 0 | 4 | 340 | 410 | -70  |

|    | Equipe                 | J | Pts | V | D | PF  | PA  | PD  |
| -- | ---------------------- | - | --- | - | - | --- | --- | --- |
| 1. | Maccabi Elite Tel Aviv | 4 | 7   | 3 | 1 | 376 | 299 | +77 |
| 2. | Fresh Air              | 4 | 7   | 3 | 1 | 317 | 331 | -14 |
| 3. | Eczacıbaşı             | 4 | 4   | 0 | 4 | 319 | 382 | -63 |

|    | Equipe          | J | Pts | V | D | PF  | PA  | PD   |
| -- | --------------- | - | --- | - | - | --- | --- | ---- |
| 1. | Olympiacos      | 6 | 10  | 4 | 2 | 522 | 431 | +91  |
| 2. | Moderne         | 6 | 10  | 4 | 2 | 515 | 438 | +77  |
| 3. | Wybrzeże Gdańsk | 6 | 10  | 4 | 2 | 540 | 545 | -5   |
| 4. | Jalaa           | 6 | 6   | 0 | 6 | 431 | 584 | -153 |

### Grupo E
|    | Equipe           | J | Pts | V | D | PF  | PA  | PD   |
| -- | ---------------- | - | --- | - | - | --- | --- | ---- |
| 1. | Bosna            | 6 | 11  | 5 | 1 | 573 | 419 | +154 |
| 2. | Zbrojovka Brno   | 6 | 10  | 4 | 2 | 594 | 495 | +99  |
| 3. | Partizani Tirana | 6 | 9   | 3 | 3 | 574 | 473 | +101 |
| 4. | AEL              | 6 | 6   | 0 | 6 | 323 | 677 | -354 |

### Grupo F
|    | Equipe                  | J | Pts | V | D | PF  | PA  | PD  |
| -- | ----------------------- | - | --- | - | - | --- | --- | --- |
| 1. | Joventut Freixenet      | 6 | 11  | 5 | 1 | 598 | 508 | +90 |
| 2. | Parker Leiden           | 6 | 11  | 5 | 1 | 596 | 525 | +71 |
| 3. | Södertälje Kings        | 6 | 8   | 2 | 4 | 479 | 544 | -65 |
| 4. | Sutton & Crystal Palace | 6 | 6   | 0 | 6 | 499 | 595 | -96 |

## Grupo semifinal
|  | As duas melhores equipes avançam para a Final. |

|    | Equipe                 | J  | Pts | V | D | PF  | PA  | PD   |
| -- | ---------------------- | -- | --- | - | - | --- | --- | ---- |
| 1. | Emerson Varese         | 10 | 17  | 7 | 3 | 819 | 763 | +56  |
| 2. | Bosna                  | 10 | 17  | 7 | 3 | 894 | 895 | -1   |
| 3. | Maccabi Elite Tel Aviv | 10 | 16  | 6 | 4 | 839 | 779 | +60  |
| 4. | Real Madrid            | 10 | 16  | 6 | 4 | 976 | 910 | +66  |
| 5. | Joventut Freixenet     | 10 | 13  | 3 | 7 | 860 | 892 | -32  |
| 6. | Olympiacos             | 10 | 11  | 1 | 9 | 747 | 896 | -149 |

## Final
Realizada em 5 de abril no Palais des Sports em Grenoble.
| Equipe 1       | Resultado | Equipe 2 |
| -------------- | --------- | -------- |
| Emerson Varese | 93–96     | Bosna    |

| Copa dos campeões europeus de 1978–79 Campeão |
| --------------------------------------------- |
| Bosna Sarajevo 1º Título                      |